# Gabriel-Charles de Lattaignant
Gabriel-Charles de Lattaignant (ou L'Attaignant) est un chansonnier et poète français, né vers 1697 à Paris où il est mort le 10 janvier 1779.

## Biographie
Comme cadet d'une famille aristocratique qui possédait le château de Baronville, Gabriel-Charles de Lattaignant fut destiné à l'état ecclésiastique, comme le rappelle un couplet rageur de la célèbre chanson J'ai du bon tabac, qui lui est en partie attribuée :
Un noble héritier, de gentillhommière
Recueille tout seul un fief blasonné
Il dit à son frère puîné
« Sois abbé, je suis ton aîné ! »

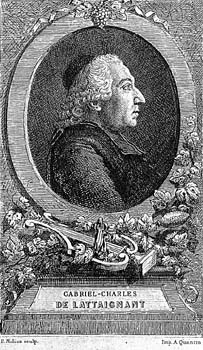

Quoiqu'il fût complètement dépourvu de vocation, on le mit au Séminaire des Bons-enfants, dont il sortit avec seulement le petit collet, qui lui donnait toutefois le titre d'abbé, comme Grécourt ou Voisenon. 
Il accompagna, en qualité de secrétaire, le comte de Cambis lorsque celui-ci fut nommé ambassadeur à la cour de Turin. Revenu à Paris, il y poursuivit une carrière de chansonnier. Il était reçu dans les meilleures maisons, mais s'encanaillait aussi dans les cabarets, finissant souvent la soirée sous la table en entonnant un de ses couplets grivois ! « J'allume mon génie au soleil et je l'éteins dans la boue », disait-il volontiers. Quoique pourvu d'un visage disgracieux, il s'adonnait aussi avec passion à la galanterie.
Vers la quarantaine, il fut tout près de se marier avec une jeune fille de seize ans. Mais le projet avorta et Lattaignant se résigna au sacerdoce : il obtint un titre de chanoine de Reims en 1743 et fut ordonné prêtre deux ans plus tard. À Reims, il fut en grande faveur auprès de l'archevêque, Mgr de Rohan-Guéméné, qui le prit pour secrétaire.
Nommé conseiller à la chambre souveraine du clergé, il revint s'établir à Paris où il reprit sa joyeuse vie. Mais, l'âge venant, il décida de faire une fin et se retira en 1769 chez les Frères de la doctrine chrétienne. Il composa alors quelques pièces plus sérieuses, comme celle justement intitulée Réflexions sérieuses. Non sans avoir écrit une dernière chanson en l'honneur de Voltaire, qu'il admirait, à l'occasion de son retour à Paris (1778), il mourut peu après son grand homme en 1779.

## Œuvres

### Postérité littéraire
Lattaignant a composé[réf. souhaitée] des opéras-comiques, des cantiques spirituels, des poésies profanes le plus souvent légères et frivoles, des épigrammes, des pamphlets politiques (comme Voltaire dont il est contemporain et admirateur), des lettres et des chansons, parfois très libres et estimées en son temps puisque Bachaumont l'appelle « le grand chansonnier ».
D'une abondante production, il nous reste la comptine enfantine, encore chantée de nos jours, dont il n'est pas vraiment l'auteur mais à laquelle en 1760 il a ajouté huit couplets :  J'ai du bon tabac dans ma tabatière.
La dernière strophe raille :
Ce bon Monsieur de Clermont-Tonnerre
Qui fut mécontent d'être chansonné
Pour avoir écrit des vers peu élogieux à son encontre, l'abbé manque, en effet, de se faire rosser. Prévenu à temps, il évite la bastonnade et c'est un autre chanoine de Reims qui reçoit la correction à sa place ! C'est pour se venger du comte que l'ecclésiastique compose[réf. souhaitée] ce couplet qu'il termine par le refrain :
J'ai du bon tabac dans ma tabatière
J'ai du bon tabac, tu n'en auras pas
Il refuse ainsi à Clermont-Tonnerre la plus élémentaire des marques de courtoisie : une prise de sa tabatière ; car le tabac est alors très en vogue.
Parmi ses poésies galantes, Le Mot et la Chose est vraisemblablement l'une des plus célèbres.

### Liste chronologique
Les Poésies de Lattaignant ont été publiées par l'abbé de La Porte (Paris,Londres 1757, 4 vol. in-12 - chez Dûchesne, libraire, rue saint jacques, au-dessous de la fontaine saint-Benoît-.1779, vol. 5). Il en a été fait un choix par Millevoye (Paris, 1810, in-18).
Ernest Jullien a publié avec une notice un choix de Poésies diverses et pièces inédites de Lattaignant (Paris A. Quantin, 1881, texte intégral sur la base Gallica).
- Vers lyriques sur la bataille de Fontenoy, 1745
- Anecdotes secrètes pour servir à l'histoire de la cour de Pékin, 1746
- Pièces dérobées à un ami, 1750
- Chanson sur la naissance de Mgr le duc de Bourgogne, 1751
- Le Bouquet du roi, opéra-comique en un acte, avec Jean-Joseph Vadé et Jacques Fleury, représenté à l'Opéra-Comique le 24 août 1752
- Le Rossignol, opéra-comique, avec  Jacques Fleury, représenté au théâtre du faubourg Saint-Laurent le 15 septembre 1752
- Bertholde à la ville, opéra-comique en un acte, avec Louis Anseaume et Pierre-Augustin Lefèvre de Marcouville, Théâtre de la foire Saint-Germain, 9 mars 1754 (texte intégral sur la base Gallica)
- Actions de grâces après la victoire sur les Anglais, 1756
- A M***, LUI renvoyant le Poëme intitulé: Le Plaisir, Rêve, 1756, avec sous-notice de Alexandre Tanevot intitulée Réponse de M. de T** [Tanevot] à M. l'abbé de L** [Lattaignant][4]
- Cantiques spirituels, 1758